# National Board of Review Award al miglior attore
Il National Board of Review Award al miglior attore (National Board of Review Award for Best Actor) è un premio assegnato annualmente dal 1945 dai membri del National Board of Review of Motion Pictures al miglior interprete maschile di un film distribuito negli Stati Uniti nel corso dell'anno.
Gene Hackman e George Clooney sono gli unici due ad aver ricevuto tre volte questo riconoscimento.

## Albo d'oro

### Anni 1940
- 1945: Ray Milland - Giorni perduti (The Lost Weekend)
- 1946: Laurence Olivier - Enrico V (The Chronicle History of King Henry the Fift with His Battell Fought at Agincourt in France)
- 1947: Michael Redgrave - Il lutto si addice ad Elettra (Mourning Becomes Electra)
- 1948: Walter Huston - Il tesoro della Sierra Madre (The Treasure of the Sierra Madre)
- 1949: Ralph Richardson - L'ereditiera (The Heiress) e Idolo infranto (The Fallen Idol)

### Anni 1950
- 1950: Alec Guinness - Sangue blu (Kind Hearts and Coronets)
- 1951: Richard Basehart - 14ª ora (Fourteen Hours)
- 1952: Ralph Richardson - Ali del futuro - Oltre la barriera del suono (The Sound Barrier)
- 1953: James Mason - Uomini senza paura (Face to Face), I topi del deserto (The Desert Rats), Accadde a Berlino (The Man Between) e Giulio Cesare (Julius Caesar)
- 1954: Bing Crosby - La ragazza di campagna (The Country Girl)
- 1955: Ernest Borgnine - Marty, vita di un timido (Marty)
- 1956: Yul Brynner - Il re ed io (The King and I), Anastasia e I dieci comandamenti (The Ten Commandments)
- 1957: Alec Guinness - Il ponte sul fiume Kwai (The Bridge on the River Kwai)
- 1958: Spencer Tracy - Il vecchio e il mare (The Old Man and the Sea) e L'ultimo urrà (The Last Hurrah)
- 1959: Victor Sjöström - Il posto delle fragole (Smultronstället)

### Anni 1960
- 1960: Robert Mitchum - I nomadi (The Sundowners) e A casa dopo l'uragano (Home from the Hill)
- 1961: Albert Finney - Sabato sera, domenica mattina (Saturday Night and Sunday Morning)
- 1962: Jason Robards - Il lungo viaggio verso la notte (Long Day's Journey into Night) e Tenera è la notte (Tender Is the Night)
- 1963: Rex Harrison - Cleopatra
- 1964: Anthony Quinn - Zorba il greco (Alexis Zorbas)
- 1965: Lee Marvin - Cat Ballou e La nave dei folli (Ship of Fools)
- 1966: Paul Scofield - Un uomo per tutte le stagioni (A Man for All Seasons)
- 1967: Peter Finch - Via dalla pazza folla (Far from the Madding Crowd)
- 1968: Cliff Robertson - I due mondi di Charly (Charly)
- 1969: Peter O'Toole - Goodbye Mr. Chips

### Anni 1970
- 1970: George C. Scott - Patton, generale d'acciaio (Patton)
- 1971: Gene Hackman - Il braccio violento della legge (The French Connection)
- 1972: Peter O'Toole - L'uomo della Mancha (Man of La Mancha) e La classe dirigente (The Ruling Class)
- 1973: Al Pacino - Serpico ex aequo Robert Ryan - The Iceman Cometh
- 1974: Gene Hackman - La conversazione (The Conversation)
- 1975: Jack Nicholson - Qualcuno volò sul nido del cuculo (One Flew Over the Cuckoo's Nest)
- 1976: David Carradine - Questa terra è la mia terra (Bound for Glory)
- 1977: John Travolta - La febbre del sabato sera (Saturday Night Fever)
- 1978: Jon Voight - Tornando a casa (Coming Home) ex aequo Laurence Olivier - I ragazzi venuti dal Brasile (The Boys from Brazil)
- 1979: Peter Sellers - Oltre il giardino (Being There)

### Anni 1980
- 1980: Robert De Niro - Toro scatenato (Raging Bull)
- 1981: Henry Fonda - Sul lago dorato (On Golden Pond)
- 1982: Ben Kingsley - Gandhi
- 1983: Tom Conti - Reuben, Reuben e Furyo
- 1984: Victor Banerjee - Passaggio in India (A Passage to India)
- 1985: Raúl Juliá e William Hurt - Il bacio della donna ragno (Kiss of the Spider Woman)
- 1986: Paul Newman - Il colore dei soldi (The Color of Money)
- 1987: Michael Douglas - Wall Street
- 1988: Gene Hackman - Mississippi Burning - Le radici dell'odio (Mississippi Burning)
- 1989: Morgan Freeman - A spasso con Daisy (Driving Miss Daisy)

### Anni 1990
- 1990: Robert De Niro e Robin Williams - Risvegli (Awakenings)
- 1991: Warren Beatty - Bugsy
- 1992: Jack Lemmon - Americani (Glengarry Glen Ross)
- 1993: Anthony Hopkins - Quel che resta del giorno (The Remains of the Day) e Viaggio in Inghilterra (Shadowlands)
- 1994: Tom Hanks - Forrest Gump
- 1995: Nicolas Cage - Via da Las Vegas (Leaving Las Vegas)
- 1996: Tom Cruise - Jerry Maguire
- 1997: Jack Nicholson - Qualcosa è cambiato (As Good as It Gets)
- 1998: Ian McKellen - Demoni e dei (Gods and Monsters)
- 1999: Russell Crowe - Insider - Dietro la verità (The Insider)

### Anni 2000
- 2000: Javier Bardem - Prima che sia notte (Before Night Falls)
- 2001: Billy Bob Thornton - Monster's Ball - L'ombra della vita (Monster's Ball), L'uomo che non c'era (The Man Who Wasn't There) e Bandits
- 2002: Campbell Scott - Roger Dodger
- 2003: Sean Penn - Mystic River e 21 grammi (21 Grams)
- 2004: Jamie Foxx - Ray
- 2005: Philip Seymour Hoffman - Truman Capote - A sangue freddo (Capote)
- 2006: Forest Whitaker - L'ultimo re di Scozia (The Last King of Scotland)
- 2007: George Clooney - Michael Clayton
- 2008: Clint Eastwood - Gran Torino
- 2009: George Clooney - Tra le nuvole (Up in the Air) ex aequo Morgan Freeman - Invictus - L'invincibile (Invictus)

### Anni 2010
- 2010: Jesse Eisenberg - The Social Network
- 2011: George Clooney - Paradiso amaro (The Descendants)[1]
- 2012: Bradley Cooper - Il lato positivo - Silver Linings Playbook (Silver Linings Playbook)[2]
- 2013: Bruce Dern - Nebraska[2]
- 2014[3]
  - Oscar Isaac - 1981: Indagine a New York (A Most Violent Year) ex aequo
  - Michael Keaton - Birdman ex aequo
- 2015: Matt Damon - Sopravvissuto - The Martian (The Martian)[4]
- 2016: Casey Affleck - Manchester by the Sea[5]
- 2017: Tom Hanks - The Post[5]
- 2018: Viggo Mortensen - Green Book[6]
- 2019: Adam Sandler - Diamanti grezzi (Uncut Gems)[7]

### Anni 2020
- 2020: Riz Ahmed - Sound of Metal[8]
- 2021: Will Smith - Una famiglia vincente - King Richard (King Richard)[9]
- 2022: Colin Farrell - Gli spiriti dell'isola (The Banshees of Inisherin)[10]
- 2023: Paul Giamatti - The Holdovers - Lezioni di vita (The Holdovers)[11]
- 2024: Daniel Craig – Queer[12][13]